# Monte Genevris
Il monte Genevris è una montagna delle Alpi Cozie. La sua anticima occidentale è alta 2.536 metri, mentre la cima orientale, spesso innominata sulle carte, è alta 2.545 m s.l.m..

## Descrizione

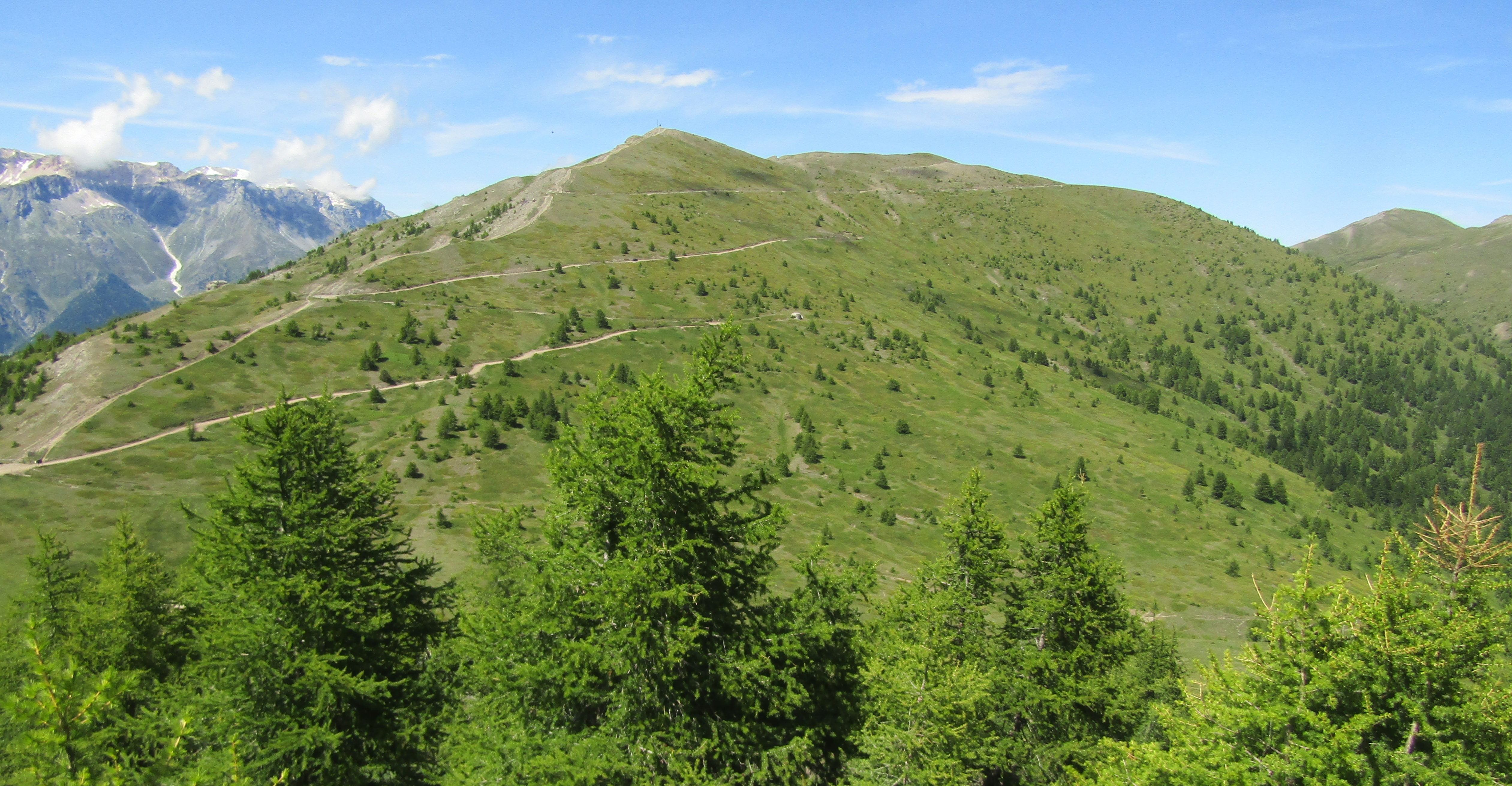
La montagna vista dalla vicina Punta di Moncrons

La montagna domina l'abitato di Sauze d'Oulx. La vetta si trova sulla cresta che separa la valle di Susa dalla val Chisone, all'interno del parco naturale del Gran Bosco di Salbertrand. Verso sud il Colle Costapiana (2.313 m) la separa dalla Punta di Moncrons, mentre a nord-est il crinale continua con il Colle Blegier (2.381 m) e l'omonima montagna. Sulla sua anticima occidentale si trovano una tavola di orientamento ed il Faro degli Alpini (donato dalla Marina militare italiana), mentre il punto culminante è situato poco più a nord-est, a 2.545 metri di quota, ed è segnalato da una croce di vetta metallica.

## Accesso alla vetta

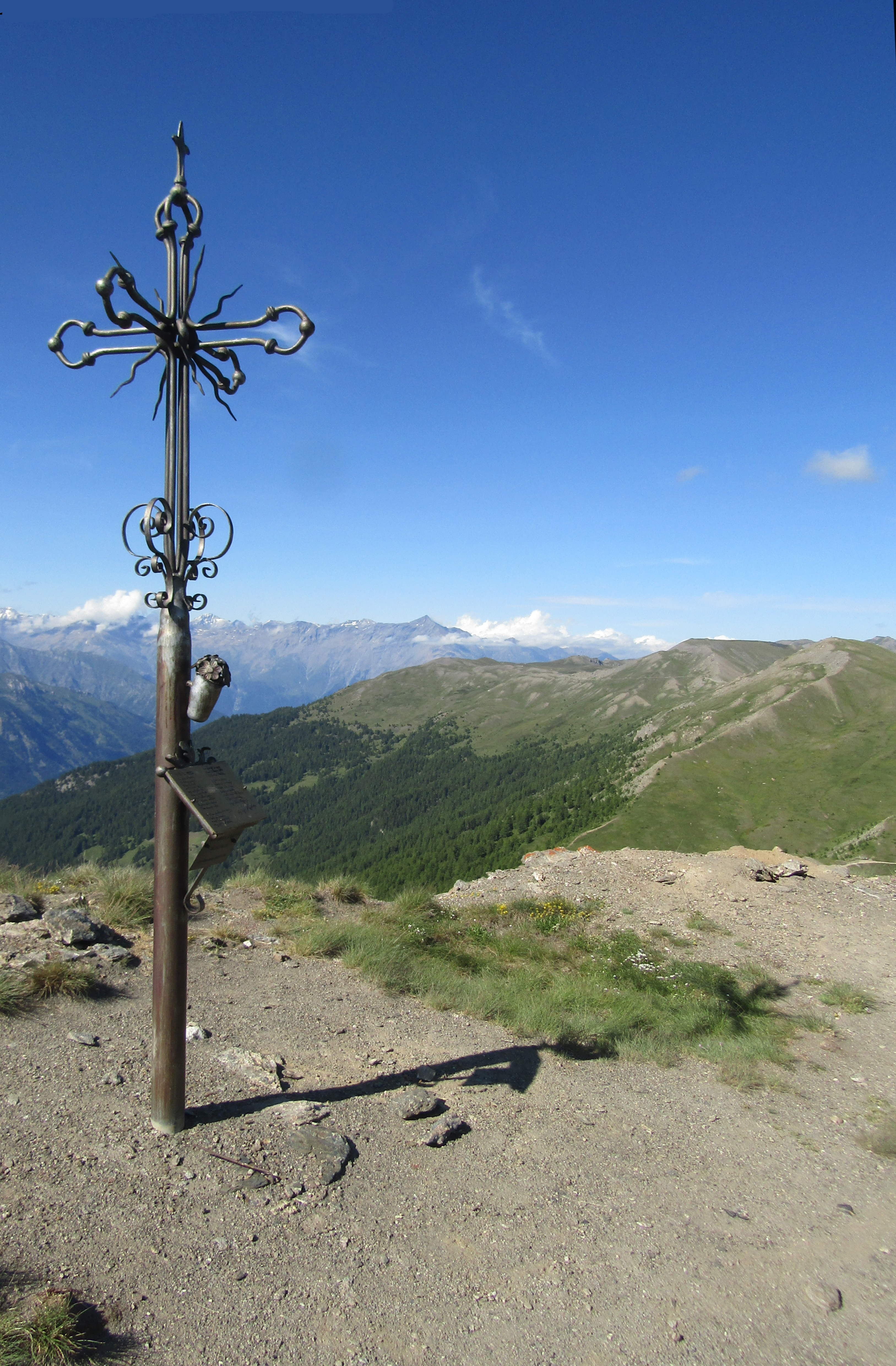
La croce di vetta sulla cima est

In estate la vetta si può raggiungere dalla strada dell'Assietta, che collega il colle del Sestriere al colle delle Finestre, la quale transita pochi metri al di sotto del Monte Genevris. Il monte Genevris è terreno di sport invernali.